# 天津金融城

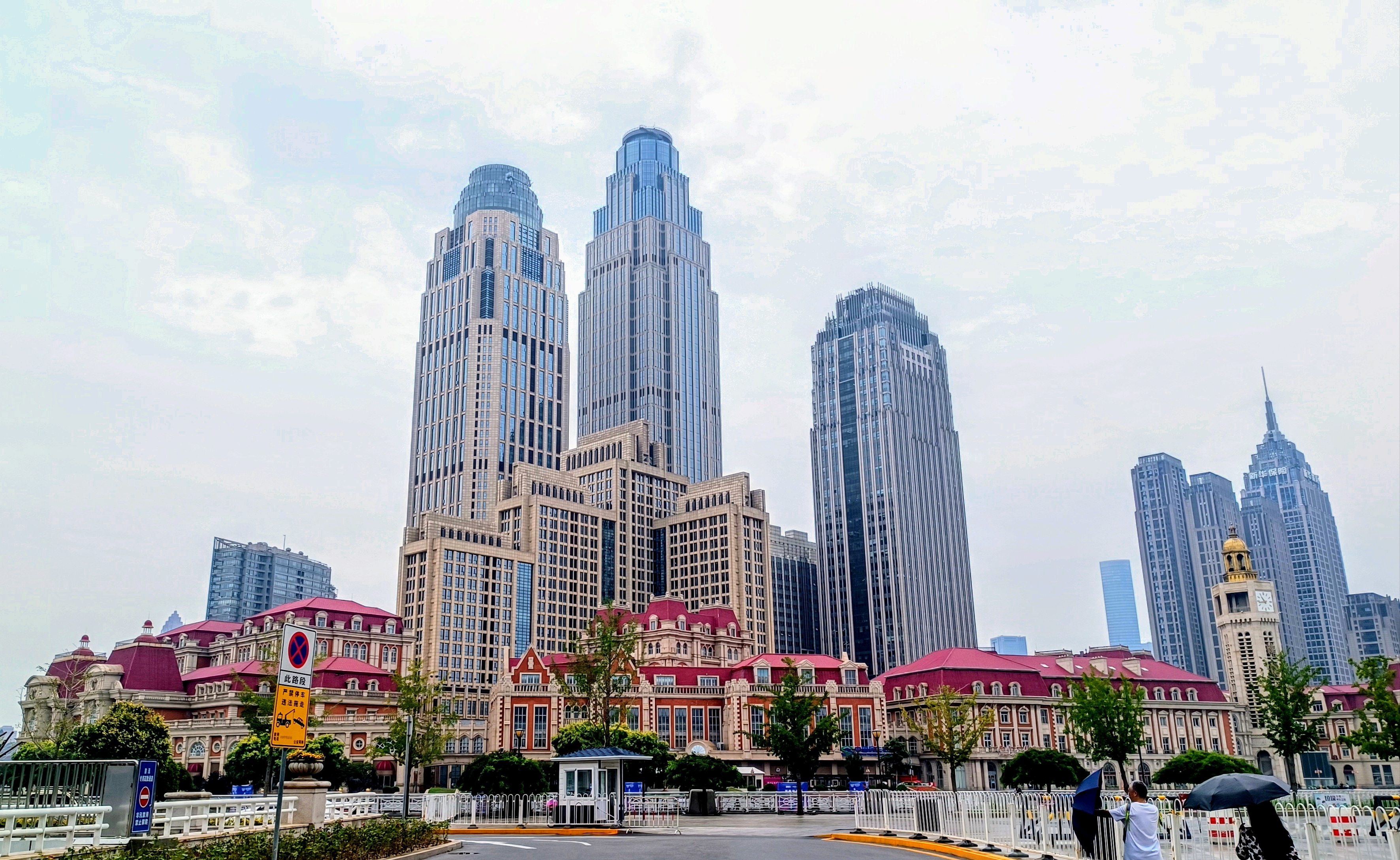
津湾广场

天津金融城是坐落于中國天津市和平区的金融服务区，为天津商务区的一个功能区，占地面积约为1.33平方公里。
2006年，天津市委、市政府决定以解放北路金融街为轴心，依托传统的解放北路金融街，在和平区大沽北路、解放北路地区建设天津金融城。

## 历史
这一片地区历史上曾有几十家银行，被誉为“东方华尔街”。著名的有英国的汇丰银行、渣打银行、美国的花旗银行、法国的中法工商银行、东方汇理银行、德国的德华银行、日本的横滨正金银行、朝鲜银行、俄罗斯的华俄道胜银行、比利时的华比银行、中国的中央银行、大陆银行、金城银行、盐业银行、中南银行等。解放北路111号原大清邮政津局是中国第一枚大龙邮票的发行地。

## 休闲购物
- 中影国际影城
- 巴伐利亚餐厅
- 亚马逊巴西烤肉
- 宝力豪健身中心

## 交通
- 天津地铁三号线津湾广场站
- 天津站
- 大沽桥
- 解放桥
- 赤峰桥